# Altun Shan
Altun Shan (kinesiska: 阿尔金山) är en bergskedja i nordvästra Kina, huvudsakligen i den sydöstra delen av den autonoma regionen Xinjiang på gränsen mot Qinghai. Den löper i sydvästlig-nordöstlig riktning och är omkring 700 kilometer lång, med en genomsnittlig höjd på mellan 3 500 och 4 000 meter över havet. Den högsta toppen är Aktag, 6 716 meter över havet.
Den nordvästra sluttningen bildar tillsammans med andra bergskedjor den södra gränsen av Tarimbäckenet och skiljer detta från Qaidambäckenet i Qinghai.
Altun Shan ligger 2 400 km väster om huvudstaden Peking. I trakten råder ett kallt ökenklimat. Årsmedeltemperaturen i trakten är 3 °C. Den varmaste månaden är augusti, då medeltemperaturen är 18 °C, och den kallaste är januari, med −12 °C. Genomsnittlig årsnederbörd är 74 millimeter. Den regnigaste månaden är juni, med i genomsnitt 24 mm nederbörd, och den torraste är april, med 1 mm nederbörd.